# جوایز موسیقی آمریکا ۲۰۱۸
جوایز موسیقی آمریکا ۲۰۱۸، در تاریخ ۹ اکتبر ۲۰۱۸ برای شناخت محبوب‌ترین هنرمندان و آلبوم‌های سال در تئاتر مایکروسافت واقع در لس آنجلس برگزار شد. این برنامه به‌صورت مستقیم و به میزبانی تریسی الیس راس در شبکه ای‌بی‌سی پخش شد. تیلور سوئیفت و کامیلا کبیو هرکدام با دریافت پنج جایزه، تبدیل به پرجایزه‌ترین افراد مراسم شدند. کاردی بی و دریک هرکدام با هشت نامزدی، بیشترین نامزدی‌ها را از هر هنرمندی برای این مراسم دریافت کردند.

## برنده‌ها و نامزدی‌ها
| هنرمند سال | هنرمند جدید سال |
| --- | --- |
| - تیلور سوئیفت - دریک - ایمجین درگنز - پست مالون - اد شیرن | - کامیلا کبیو - کاردی بی - دوآ لیپا - خالید (خواننده) - ایکس‌ایکس‌ایکس تنتاسیون                                                      |
| همکاری سال | موزیک ویدئو برگزیده |
| - «هاوانا» - کامیلا کبیو به همراه یانگ تاگ - "Finesse" - برونو مارس و کاردی بی - "راک‌استار (ترانه پست مالون)" - پست مالون به همراه ۲۱ سویج - "معنی بودن" - بی‌بی رکسا و Florida Georgia Line - "The Middle" - زد، Maren Morris و خاکستری | - "هاوانا (ترانه کامیا کابایو)" - کامیلا کبیو با همراهی یانگ تاگ - "بوداک یلو" - کاردی بی - "تدبیر خدا (ترانه)" - دریک (موسیقی‌دان) |
| تور سال | هنرمند برگزیده اجتماعی |
| - تیلور سوئیفت - تور استادیومی اعتبار تیلور سوئیفت - د کارترز - On the Run II Tour - برونو مارس - 24K Magic World Tour - اد شیرن - ÷ Tour - یوتو - Experience + Innocence Tour                                                          | - بی‌تی‌اس - کاردی بی - آریانا گرانده - دمی لواتو - شان مندز                                                                         |
| ساندترک برگزیده | Favorite Male Artist – Pop/Rock |
| - Black Panther - بزرگ‌ترین شومن: موسیقی فیلم - The Fate of the Furious | - پست مالون - دریک (موسیقی‌دان) - اد شیرن                                                                                           |
| جایزه موسیقی آمریکا برای هنرمند زن برگزیده پاپ/راک | Favorite Duo or Group – Pop/Rock                                                                                                   |
| - تیلور سوئیفت - کامیلا کبیو - کاردی بی | - میگوس - ایمجین درگنز - مارون ۵                                                                                                   |
| جایزه موسیقی آمریکا برای آلبوم پاپ/راک برگزیده | ترانه برگزیده – Pop/Rock |
| - اعتبار (آلبوم تیلور سوئیفت) - تیلور سوئیفت - عقرب (آلبوم دریک) - دریک (موسیقی‌دان) - ÷ (آلبوم) - اد شیرن | - "هاوانا" - کامیلا کبیو با همراهی یانگ تاگ - "تدبیر خدا" - دریک (موسیقی‌دان) - "بی‌نقص" - اد شیرن                                   |
| Favorite Male Artist – Country | جایزه موسیقی آمریکا برای هنرمند زن برگزیده کانتری                                                                                  |
| - کین براون - لوک برایان - تامس رت | - کری آندروود - کلسی بالرینی - Maren Morris                                                                                        |
| Favorite Duo or Group – Country | آلبوم برگزیده – Country |
| - Florida Georgia Line - دن + شی - LANCO | - Kane Brown - کین براون - This One's for You - لوک کومز - Life Changes - تامس رت                                                  |
| ترانه برگزیده – Country | هنرمند برگزیده – Rap/Hip-Hop |
| - "Heaven" - کین براون - "Tequila" - دن + شی - "Meant to Be" - بی‌بی رکسا و Florida Georgia Line | - کاردی بی - دریک (موسیقی‌دان) - پست مالون                                                                                          |
| آلبوم برگزیده – Rap/Hip-Hop | ترانه برگزیده – Rap/Hip-Hop |
| - بیربانگز اند بنتلیز - پست مالون - عقرب (آلبوم دریک) - دریک (موسیقی‌دان) - Luv Is Rage 2 - لیل اوزی ورت | - "بوداک یلو" - کاردی بی - "تدبیر خدا" - دریک - "راک‌استار" - پست مالون با همراهی ۲۱ سویج                                           |
| Favorite Male Artist – Soul/R&B | Favorite Female Artist – Soul/R&B                                                                                                  |
| - خالید - برونو مارس - د ویکند | - ریانا - الا مای - سزا |
| آلبوم برگزیده – Soul/R&B | ترانه برگزیده – Soul/R&B |
| - 17 - ایکس‌ایکس‌ایکس تنتاسیون - American Teen - خالید - CTRL - سزا | - "Finesse" - برونو مارس و کاردی بی - "Young, Dumb & Broke" - خالید - "Boo'd Up" - الا مای                                         |
| جایزه موسیقی آمریکا برای هنرمند برگزیده آلترناتیو | هنرمند برگزیده – Adult Contemporary                                                                                                |
| - پنیک! ات د دیسکو - ایمجین درگنز - پرچوگال.دمن | - شان مندز - پینک (خواننده) - اد شیرن                                                                                              |
| هنرمند برگزیده – لاتین | هنرمند برگزیده – Contemporary Inspirational                                                                                        |
| - ددی یانکی - جی بالوین - Ozuna | - Lauren Daigle - MercyMe - Zach Williams                                                                                          |
| هنرمند برگزیده – موسیقی رقص الکترونیک | |
| - مارشملو (آهنگساز) - د چینسموکرز - زد (موسیقی‌دان) | |